# Brakwaterknotsslak
De brakwaterknotsslak (Tenellia adspersa) is een kleine slakkensoort uit de familie van de Trinchesiidae. De wetenschappelijke naam van de soort werd in 1845, als Tergipes adspersus, voor het eerst geldig gepubliceerd door de Finse bioloog Alexander von Nordmann.

## Beschrijving
Een kleine naaktslak met enkele vingerachtige uitsteeksels (cerata), gerangschikt in groepen van twee of drie langs elke kant van het lichaam. Het lichtgele tot lichtbruine lichaam is gemarkeerd met kleine zwarte spikkels, evenals de uitsteeksels. De gladde afgeronde rinoforen hebben geen spikkels. De bleekoranje spijsverteringsklier is zichtbaar door de ceratale wand. De lengte is maximaal 8 millimeter.

## Verspreiding
De brakwaterknotsslak werd voor het eerst beschreven vanuit Odessa in Oekraïne en is inheems in de oostelijke Atlantische Oceaan en de westelijke Middellandse Zee. De soort werd geïntroduceerd aan de westkust van Noord-Amerika, Japan, Brazilië en de Kaspische Zee. De populatiestatus (d.w.z. inheems of geïntroduceerd) aan de oostkust van Noord-Amerika is onbekend, vanwege verwarring met een vergelijkbare inheemse naaktslaksoort. Het is gemeld uit lagunes, estuaria en havens in warm-gematigde tot tropische gebieden en is te vinden op rotsen, palen, drijvende dokken en bootrompen. Het is een belangrijk roofdier van verschillende soorten hydroïdpoliepen.
Deze zeenaaktslak komt in Nederland onder andere voor in het Oostvoornse Meer, Veerse Meer, Noordzeekanaal, de buitenhaven van IJmuiden, Texel, Harlingen en uit brakwaterpoeltjes bij Den Oever. De verwachting is dat deze soort ook in andere brakwatergebieden voorkomt, maar vaak over het hoofd gezien door de geringe afmetingen en doordat in deze wateren maar weinig naar zeenaaktslakken wordt gezocht.